# Kaleb Fleck
Kaleb Todd Fleck (Nacido en Altoona, Pensilvania, Estados Unidos, el 24 de enero de 1989) es un lanzador de la Liga Venezolana de Béisbol Profesional (LVBP), para los Leones del Caracas.

## Carrera como beisbolista

### béisbol universitario
Kaleb Fleck se graduó de Claysburg-Kimmel High School, y luego asistió a la Universidad de Pittsburgh en Johnstown, donde jugó al béisbol universitario para los Pitt-Johnstown Mountain Cats. Como pitcher abridor de los Mountain Cats, Fleck tuvo un récord de 14-7 para ganar y perder, un promedio de carreras limpias de 4.18 (ERA) y 118 ponches y 44 bases por bolas en 127 entradas lanzadas en sus tres temporadas universitarias. Unas semanas antes del draft 2010 de la MLB, sufrió una rotura en el ligamento colateral cubital en su codo de lanzamiento, lo que requirió la cirugía de Tommy John.

### 2011
Después de recuperarse de la cirugía, jugó en la Liga de Béisbol de Cape Cod en el verano de 2011. Los Diamondbacks de Arizona lo contrataron como agente libre no reclutado en septiembre de 2011.

### 2012
Fleck jugó para Los South Bend Silver Hawks de la Midwest League de la Clase A (Media) en el 2012.

### 2013
En el 2013, es asignado  a los Visalia Rawhide California League de Clase A Avanzada (Fuerte).

### 2014
En el 2014, es asignado a Los Mobile BayBears de la Southern League de la Clase Doble A, registrando un ERA por debajo de 3.00 en cada uno nivel. Al final de la temporada 2014, fue ascendido a Reno Aces de la Pacific Coast League (PCL) de la Clase Triple A para participar en los playoffs de PCL. Después de la temporada 2014, los Diamondbacks asignaron a Fleck a la Arizona Fall League.

### 2015
El 8 de abril de 2015, Reno Aces ponen a Kaleb Fleck en la lista de deshabilitado de  7 días.
El 6 de mayo de 2015,Reno Aces activan a Kaleb Fleck  de la lista de deshabilitado.

### 2016
El 3 de febrero de 2016, Arizona Diamondbacks invitó fuera del roster a Fleck para spring training.
El 8 de mayo de 2016, Reno Aces ponen a Fleck en la lista de deshabilitado de 7 días.
El 5 de julio de 2016, Reno Aces envió a Fleck en una misión de rehabilitación a AZL D-backs.

### 2017
El 19 de junio de 2017, Reno Aces colocó a Fleck en la lista de lesionados de 7 días por Lesión en el codo derecho.
El 9 de octubre de 2017, Kaleb Fleck es asignado a la organización de Los Leones del Caracas de La Liga Venezolana de Béisbol Profesional (LVBP).
El 13 de octubre hace su debut en la LVBP con los Leones del Caracaslogrando una EFE. de 0.00, ponchando a un bateador, sin permitir ni hit, ni carreras. Los Leones del Caracas ganan 7 a 1 a Los Bravos de Margarita.